# Хохот
Хохот (кин: 呼和浩特市, Hūhéhàotè Shì, монг. Хөх хот) је главни град Аутономне области Унутрашња Монголија на северу Кине. Име града на монголском језику значи „плави град“. 
Површина области града Хохот је 17.271 . Према процени из 2009. у граду је живело 795.227 становника.
Хохот је 1580. основао кан Алтан.

## Становништво
Према процени, у граду је 2009. живело 795.227 становника.
| 1990.   | 2000.   | 2009    |
| ------- | ------- | ------- |
| 626.106 | 729.037 | 795.227 |

## Етничка структура
Подаци су из 2000:
| народ      | број      | удео   |
| ---------- | --------- | ------ |
| Хан Кинези | 2.115.888 | 88,42% |
| Монголи    | 204.846   | 8,56%  |
| Хуи Кинези | 38.417    | 1,61%  |
| Манџурци   | 26.439    | 1,10%  |
| Даури      | 2.663     | 0,11%  |
| Корејанци  | 1.246     | 0,05%  |